# にしむらかえ
にしむら かえ（『ニューヨークで夢をかなえる』などでは 西村香英 で活動）は、日本の絵本作家、ライター。

## 来歴
愛知県出身。国際基督教大学卒業後、アイルランドの国立美術学校やニューヨークのパーソンズデザイン学校イラストレーション科に通い、2004年『まんまるねこダイナ』（小学館）で絵本作家デビュー。長崎県在住。長崎県佐世保市で造形教室「リトルアーティスト」を開催している。2017年10月29日から毎日新聞で新上五島町の人々の暮らしとカンコロ餅をテーマにした「絵本作家が行くカンコロの島紀行」を連載中。

## 受賞・評価
- 2005年 『Dinah! 』 ウィスコンシン大学マジソン教育学部CCBC（Cooperative Children's Book Center）ベスト絵本賞[7]

## 作品
| タイトル                                                        | 発売    | 出版社              | 備考                                      |
| --------------------------------------------------------------- | ------- | ------------------- | ----------------------------------------- |
| アイスクリームごっこ？                                          | 2003-9  | ポプラ社            | 作：二宮由紀子                            |
| そのままのキミがすき                                            | 2003-11 | PHP研究所           | 作：木村裕一                              |
| Dinah!                                                          | 2004-4  | Clarion Books       |                                           |
| I Am Dodo                                                       | 2005-9  | Clarion Books       |                                           |
| ホットケーキいいん？                                            | 2005-2  | ポプラ社            | 作：二宮由紀子                            |
| まんまるねこダイナ                                              | 2005-7  | 小学館              |                                           |
| Bunny Lune                                                      | 2007-8  | Clarion Books       |                                           |
| Baby, I'm Bigger!                                               | 2007-8  | Sterling publishing |                                           |
| はるにうまれるこども                                            | 2007-2  | 絵本館              |                                           |
| ねこのタマコでございます                                        | 2008-3  | そうえん社          |                                           |
| ニューヨークで夢をかなえる                                      | 2008-3  | 小学館              |                                           |
| 8分で読める！？歴史のヒーロー感動の名場面 3巻 冒険のヒーロー伝  | 2009-4  | 教育画劇            |                                           |
| ものしり五郎丸                                                  | 2010-4  | 文溪堂              |                                           |
| 読んでおきたい名作. 小学3年 『どんぐりと山ねこ』絵              | 2010-4  | 成美堂出版          |                                           |
| プリンセスがいっぱい5つのお話 『お姫さまになりたい王子さま 』絵 | 2010-9  | 文溪堂              | 日本児童文学者協会編 きらきら宝石箱（１） |
| 愛とあこがれがいっぱい5つのお話 『百年目のクリスマス 』絵       | 2010-9  | 文溪堂              | 日本児童文学者協会編 きらきら宝石箱（２） |
| すてきな恋がいっぱい５つのお話 『ビビンと魔女に願いごと』絵     | 2010-10 | 文溪堂              | 日本児童文学者協会編 きらきら宝石箱（３） |
| かわいいペットがいっぱい5つのお話 『時を集めるネコ』絵          | 2010-11 | 文溪堂              | 日本児童文学者協会編 きらきら宝石箱（４） |
| すてきな恋がいっぱい５つのお話 『夏休みのボーイフレンド』絵     | 2010.12 | 文溪堂              | 日本児童文学者協会編 きらきら宝石箱（５） |
| 日本人に足りないネイティブの英単語100                           | 2013-11 |                     |                                           |
| 長崎かんころ餅                                                  | 2018-3  | 長崎県              |                                           |
| かんころもちと教会の島                                          | 2021-9  | 福音館書店          | 月刊たくさんのふしぎ 2021年9月号          |

## 展覧会・メディア・そのほか
2016年度の、Ｅテレ「えいごであそぼ」内の絵本コーナーにて「プリンセスセサミ」の原作を担当したほか、佐世保市立図書館の図書貸し出しカードのイラストも手掛ける。
2022年８月に新上五島町鯨賓館ミュージアムにて、原画展を開催した。